# Aramid
Aramid-fiber (Aromatic polyamid) er et varmeresistent og stærkt syntetisk-fiber, som anvendes i skudsikre veste. 
I nogle typer bremsebelægniger anvendes det som en erstatning for asbest.
| Kemi | Spire Denne artikel om kemi er en spire som bør udbygges. Du er velkommen til at hjælpe Wikipedia ved at udvide den. |